# PTV Rondo
PTV Rondo – pierwsza na Górnym Śląsku prywatna telewizja, nadająca w latach 1992–1994. Została zamknięta, gdy nie uzyskawszy koncesji, w świetle prawa stając się piracką i nielegalną stacją.
Stacja została założona z inicjatywy Nicoli Grauso, zagranicznego inwestora, zainteresowanego rozwojem sieci lokalnych, prywatnych stacji telewizyjnych. Przedstawiciele TV Echo z Wrocławia koordynowali całe przedsięwzięcie. Do współpracy zaproszono byłych dziennikarzy z ośrodka telewizyjnego telewizji publicznej TV Katowice. Od 7 marca 1993 r. telewizja należała do nowo utworzonej sieci Polonia 1.
Studio i pokoje redakcyjne mieściły się przy ulicy Mikołowskiej 100 A, w biurowcu Przedsiębiorstwa Miernictwa Górniczego. Zanim jednak zlokalizowano tam studio, na siedzibę stacji brano pod uwagę budynek przy sławnym, katowickim „Rondzie”, skąd zaczerpnięto pomysł na nazwę stacji. Pierwszym wyemitowanym materiałem był serwis informacyjny.
PTV Rondo została uznana za telewizję piracką, ale nie tyle działała ona wbrew prawu, co obok prawa. Gdy stacja rozpoczynała nadawanie nie istniały przepisy prawa, które jego działalność by regulowały. Uchwalenie ustawy określającej zasady funkcjonowania niezależnych mediów elektronicznych zostało uregulowane dopiero jak już działały w Polsce pierwsze prywatne radia i telewizje. W konkursie na przyznanie koncesji startowała również i ta stacja, jednak jej nie otrzymała.